# Bathyergidae
De molratten (Bathyergidae) vormen een familie van gravende knaagdieren uit de Hystricognathi die voorkomt in Afrika ten zuiden van de Sahara. Ze vormen een van de groepen ondergronds levende knaagdieren, samen met de goffers van Noord- en Midden-Amerika, de kamratten van Zuid-Amerika en de Spalacidae van grote delen van de Oude Wereld.

## Kenmerken
Molratten hebben een unieke schedelmorfologie. Hoewel hun kaken hystricognath zijn, zijn ze ook protrogomorf, zodat ze enige protrogomorfe Hystricognathi zijn. De leden van deze familie graven met hun klauwen en vooral met hun snijtanden. Sommige soorten kunnen zelfs in beton graven. Hun schedel is speciaal gebouwd om zo krachtig mogelijk te kunnen graven. Zelfs met hun mond gesloten steken de snijtanden naar buiten, zodat ze met hun mond dicht kunnen graven om te voorkomen dat de aarde in hun mond komt. Zoals veel ondergronds levende zoogdieren hebben molratten kleine ogen en een beperkt zicht, kleine oren, een korte staart en een fluweelachtige vacht. Ze worden 8 tot 33 cm lang.

## Levenswijze
Molratten leven in zelfgegraven tunnelsystemen. De meeste soorten zijn solitair, maar twee soorten, Fukomys damarensis en de naakte molrat (Heterocephalus glaber), worden beschouwd als de enige twee eusociale zoogdieren. Deze soorten hebben enkele mannetjes en een vrouwtje in een kolonie die zich voortplanten. Alle anderen zijn onvruchtbaar. Een kolonie van naakte molratten kan tot 300 exemplaren bevatten.
Molratten leven voornamelijk in woestijnachtige gebieden, met losse, zandige bodems. Ze eten voornamelijk ondergrondse wortels en knollen, die ze in hun holen opslaan. Ze komen nauwelijks bovengronds.

## Taxonomie

### Extern
Molratten zijn waarschijnlijk het nauwste verwant aan de Afrikaanse rotsratten (Petromuridae), rietratten (Thryonomyidae) en mogelijk de Laotiaanse rotsrat (Laonastes aenigmamus). Hun nauwste verwant is het fossiele geslacht Bathyergoides. De naakte molrat (Heterocephalus) is niet al te nauw verwant aan de molratten uit de familie Bathyergidae, in zoverre dat hij tot een aparte familie gerekend wordt (Heterocephalidae).

### Intern
Hoewel de levende Bathyergidae alleen bekend zijn van Afrika ten zuiden van de Sahara, zijn er fossielen bekend uit Mongolië (Gypsorhynchus) en Israël.
Er zijn nu 26 soorten in 5 geslachten, maar dat aantal ligt waarschijnlijk hoger. Net als andere ondergronds levende knaagdieren als goffers en kamratten ontwikkelen molratten snel nieuwe soorten, doordat ze snel geografisch geïsoleerd worden. Binnen de verwante geslachten Coetomys en Cryptomys, die recent (Ingram et al. (2004)) van elkaar gesplitst zijn, zijn vele genetische en karyotypische vormen bekend waarvan de taxonomie onduidelijk is. 
Soorten:
- Familie Bathyergidae
  - Geslacht Georychus
    - Kaapse blesmolrat (Georychus capensis)

  - Geslacht Fukomys
    - Fukomys amatus
    - Fukomys anselli
    - Fukomys bocagei
    - Fukomys damarensis
    - Fukomys darlingi
    - Fukomys foxi
    - Fukomys hanangensis
    - Fukomys ilariae
    - Fukomys kafuensis
    - Fukomys livingstoni
    - Fukomys mechowii
    - Fukomys micklemi
    - Fukomys ochraceocinereus
    - Fukomys vandewoestijneae[3]
    - Fukomys whytei
    - Zechmolrat (Fukomys zechi)

  - Geslacht Cryptomys
    - Hottentotmolrat (Cryptomys hottentotus)
    - Cryptomys mahali
    - Cryptomys natalensis
    - Cryptomys nimrodi
    - Cryptomys pretoriae

  - Geslacht Gypsorhynchus†
  - Geslacht Heliophobius
    - Zilvergrijze zandrat (Heliophobius argenteocinereus)
    - Heliophobius kapiti

  - Geslacht Bathyergus
    - Namaquaduinmolrat (Bathyergus janetta)
    - Kaapse duinmolrat (Bathyergus suillus)

  - Geslacht Paraheliophobius†
  - Geslacht Richardius†

## Andere namen
Zuid-Afrika: Duinmol